# 圣母院博物馆
圣母院博物馆（法语：Musée de l’Œuvre Notre-Dame；德语：Frauenhausmuseum）是法国斯特拉斯堡的一座博物馆，展出阿尔萨斯历史古迹保护协会收藏的中世纪到1681年之间上莱茵地区的教堂雕塑，花窗玻璃，建筑组件和装饰艺术（祭坛、雕像、器皿、挂毯）。
圣母院博物馆位于主教座堂旁的半哥特式，半文艺复兴式的附属建筑（Cathedral Foundation）中，左翼建于1347年，右翼建于1579年，周围是一些早期巴洛克木结构房屋。

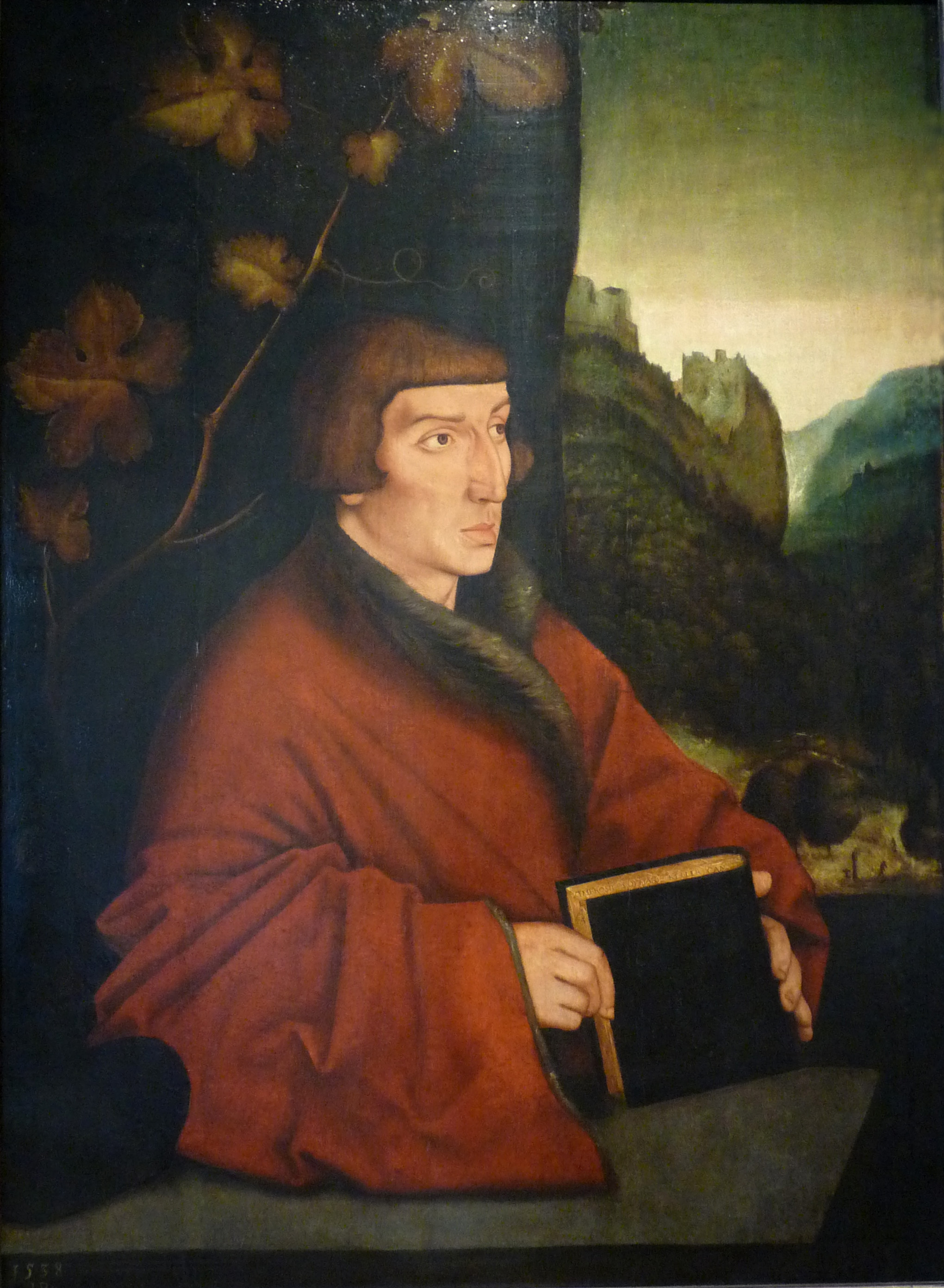
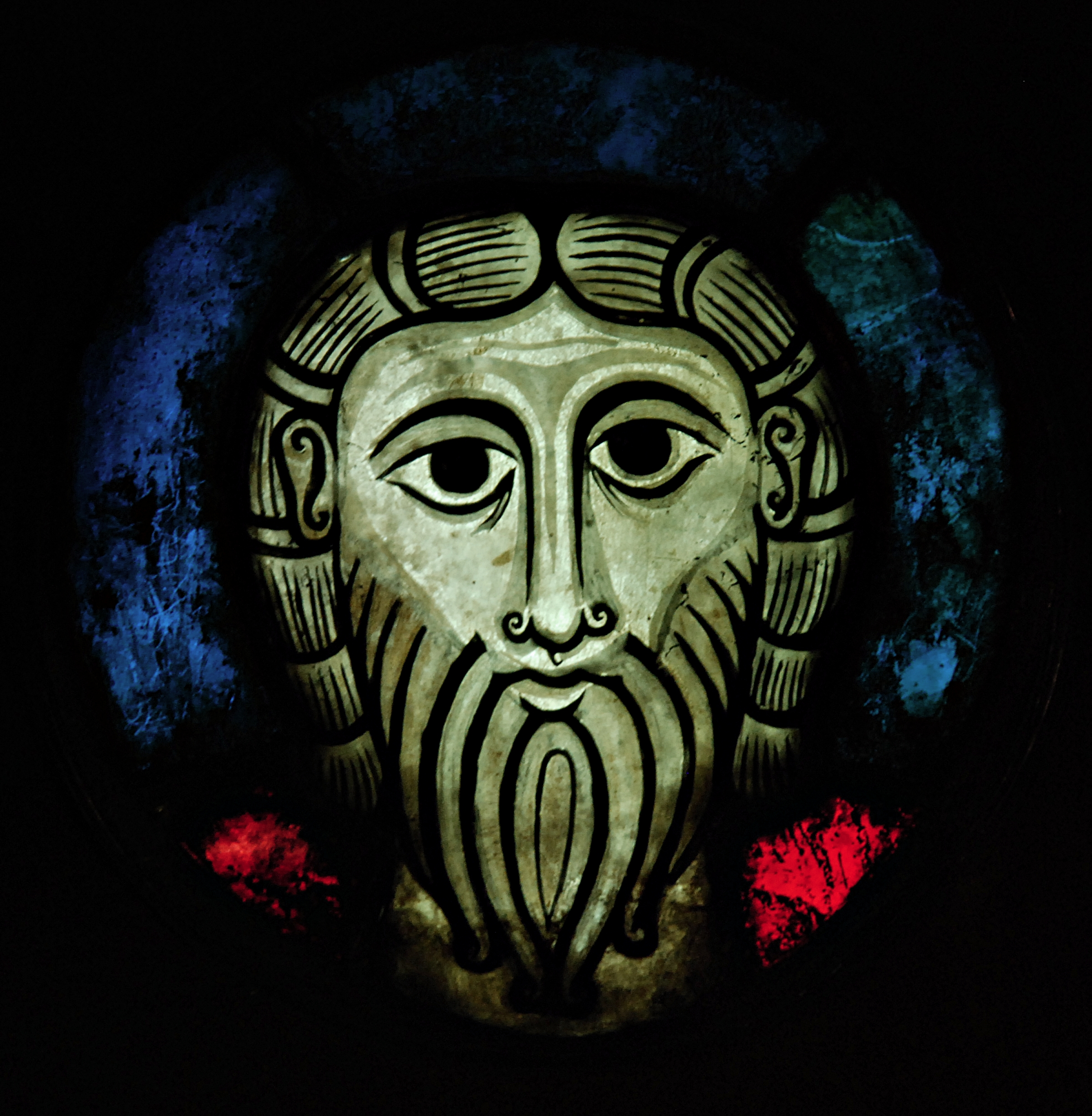
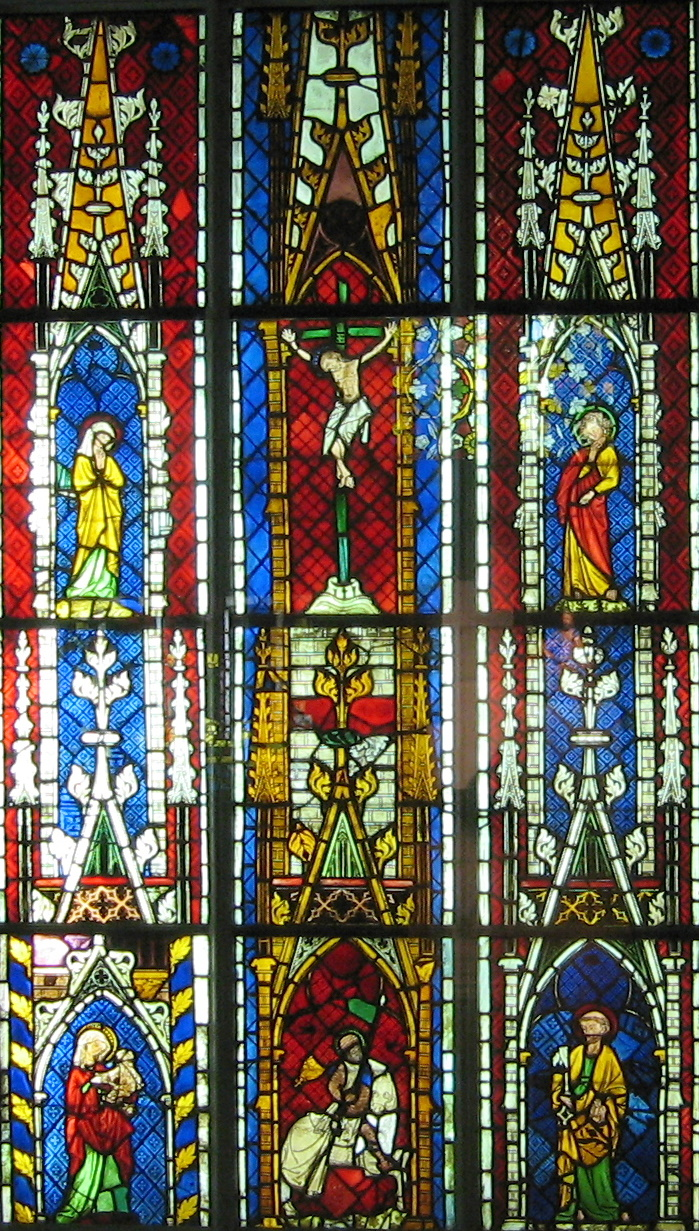
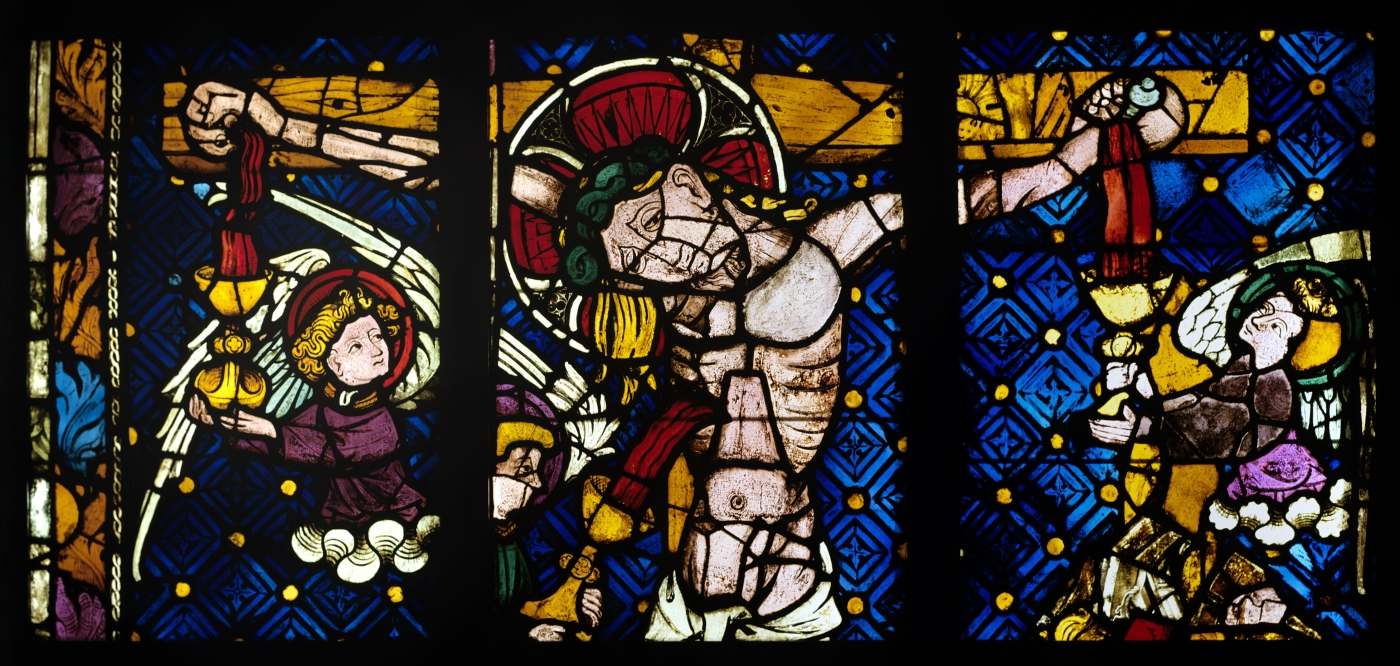
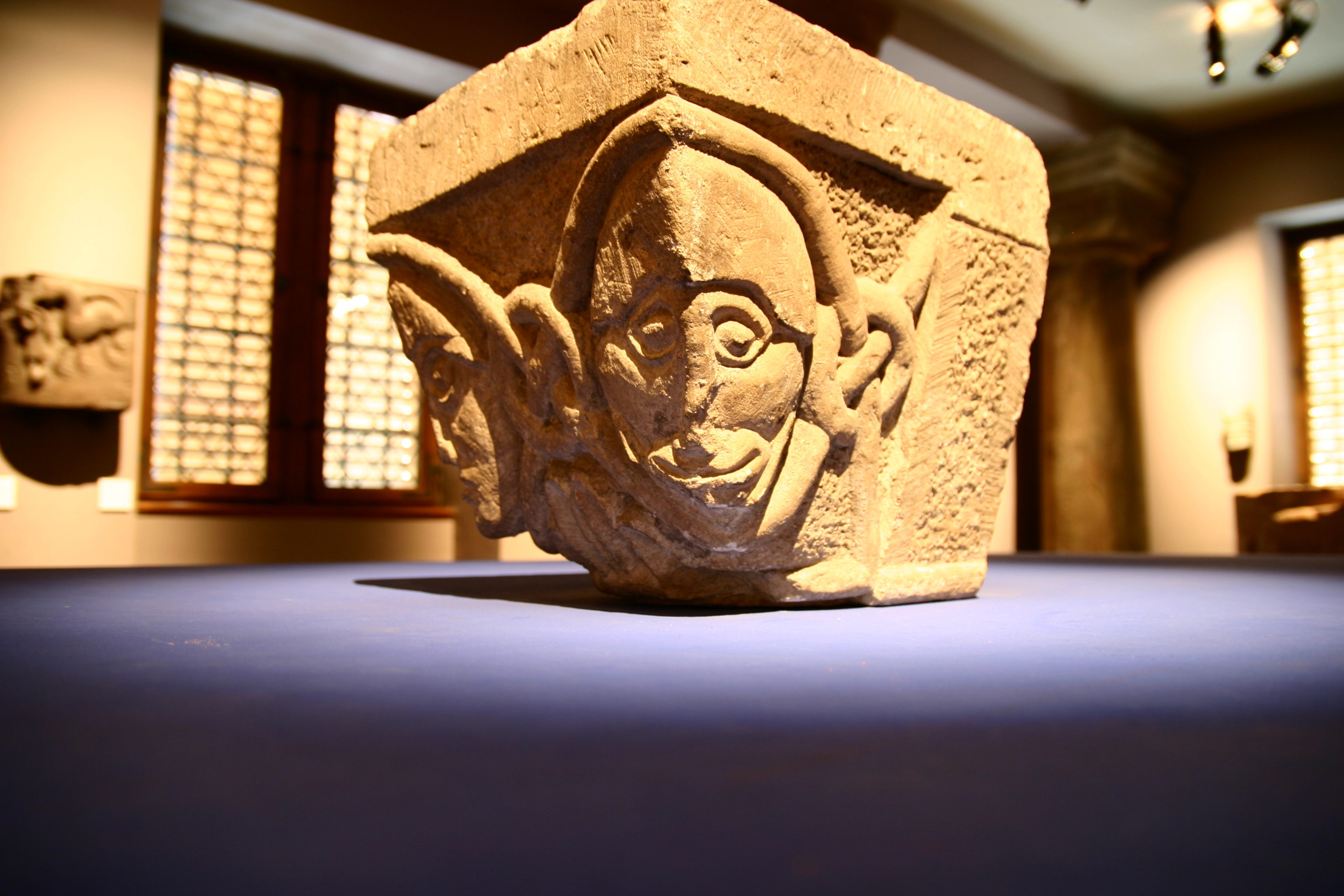
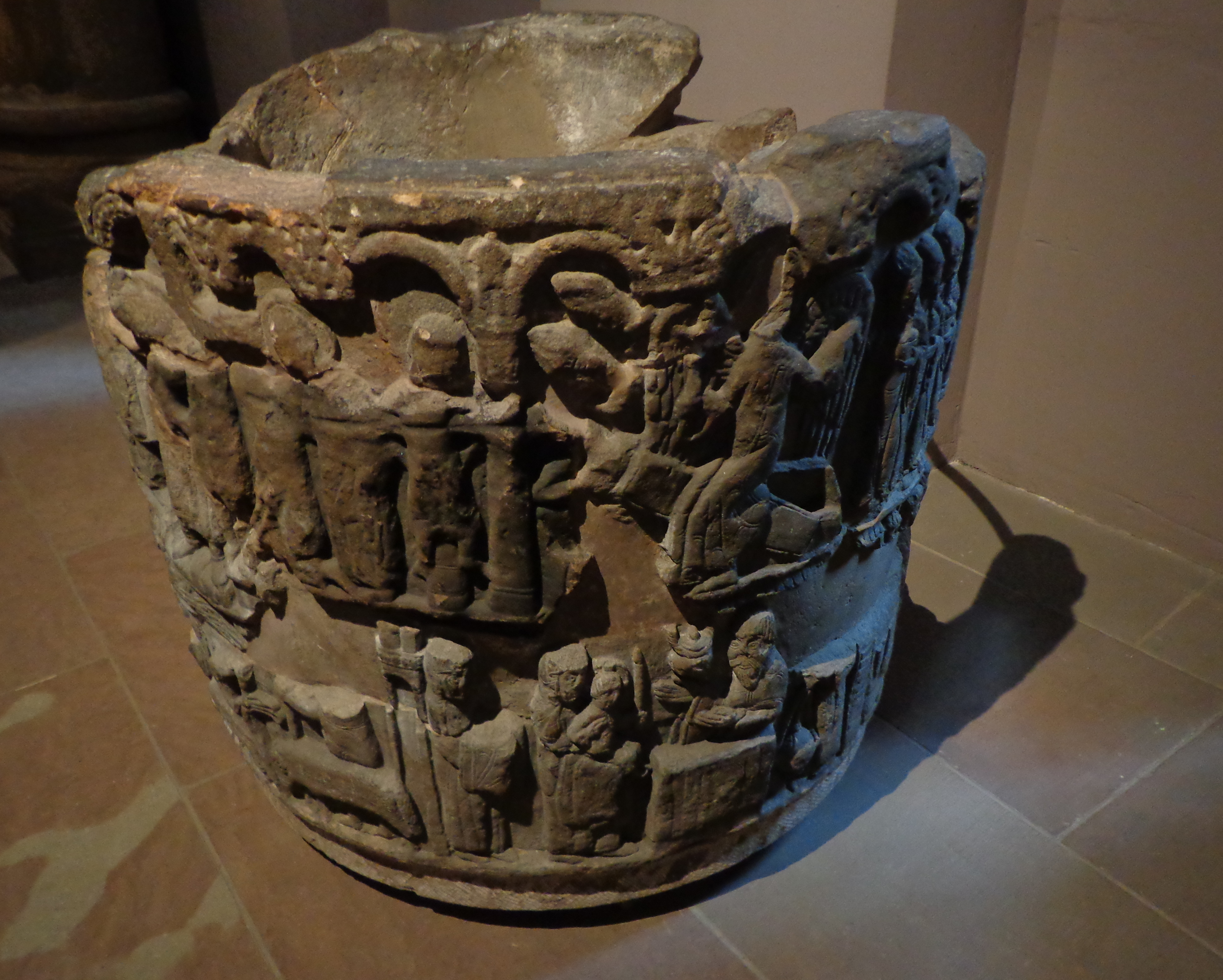
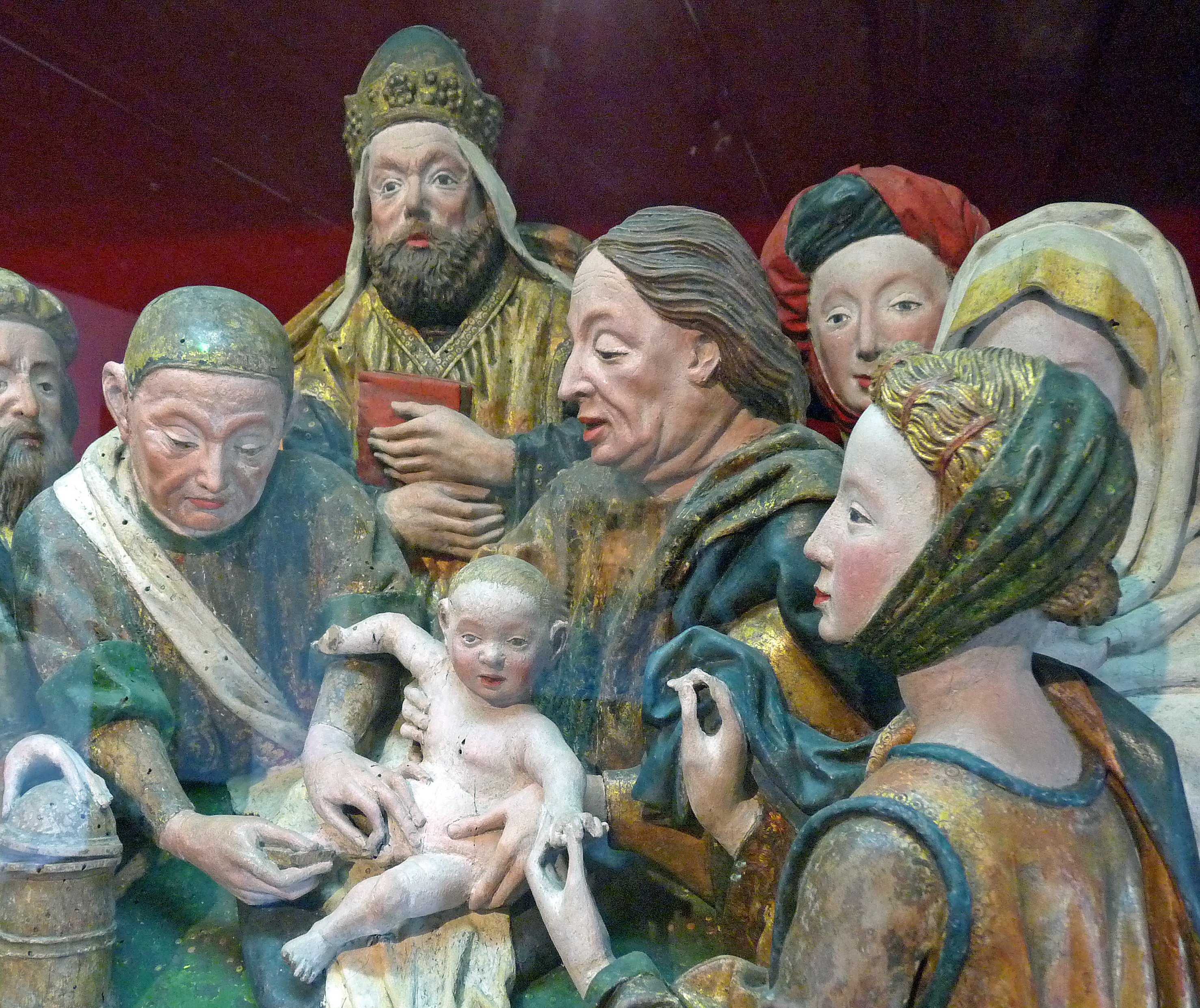
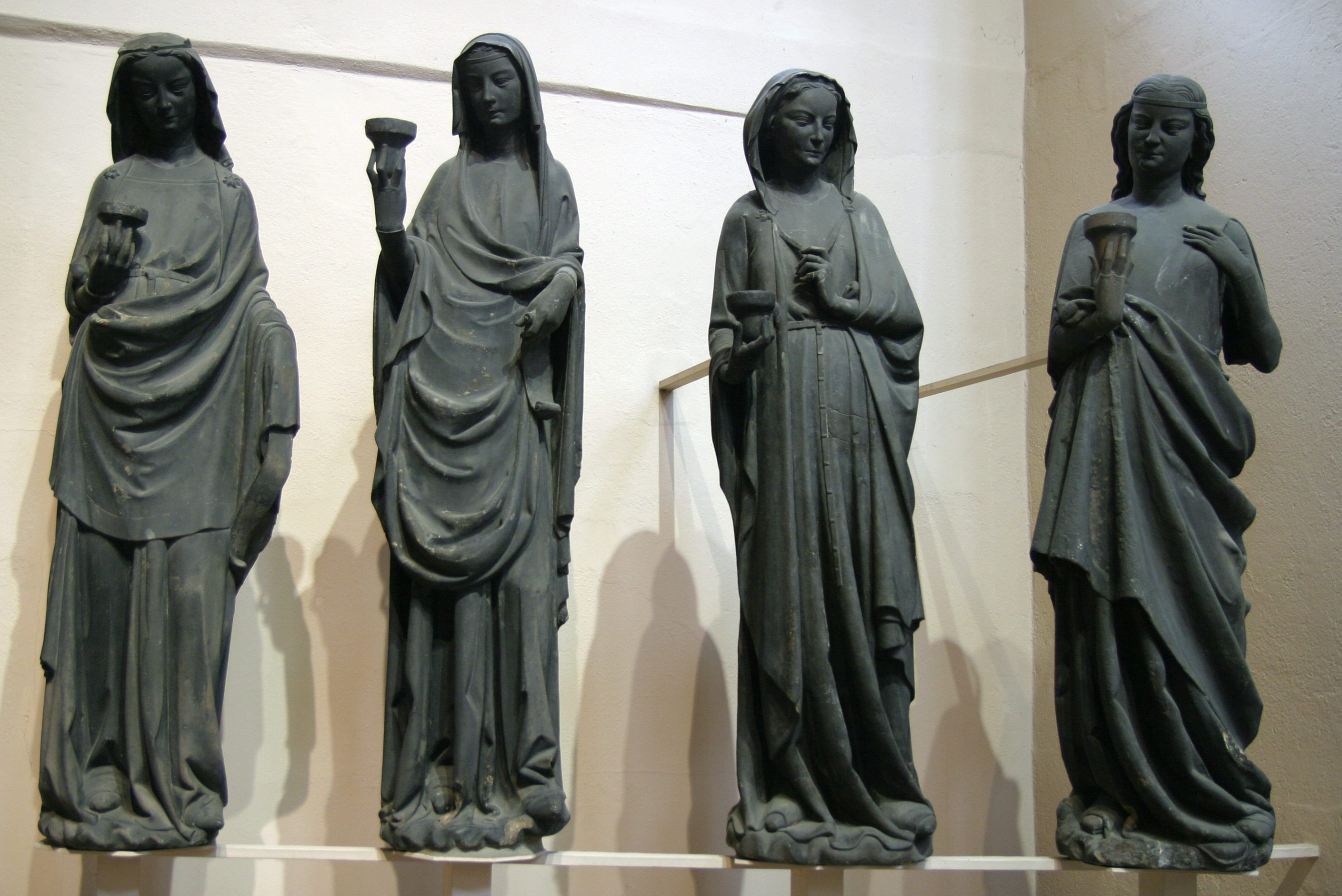
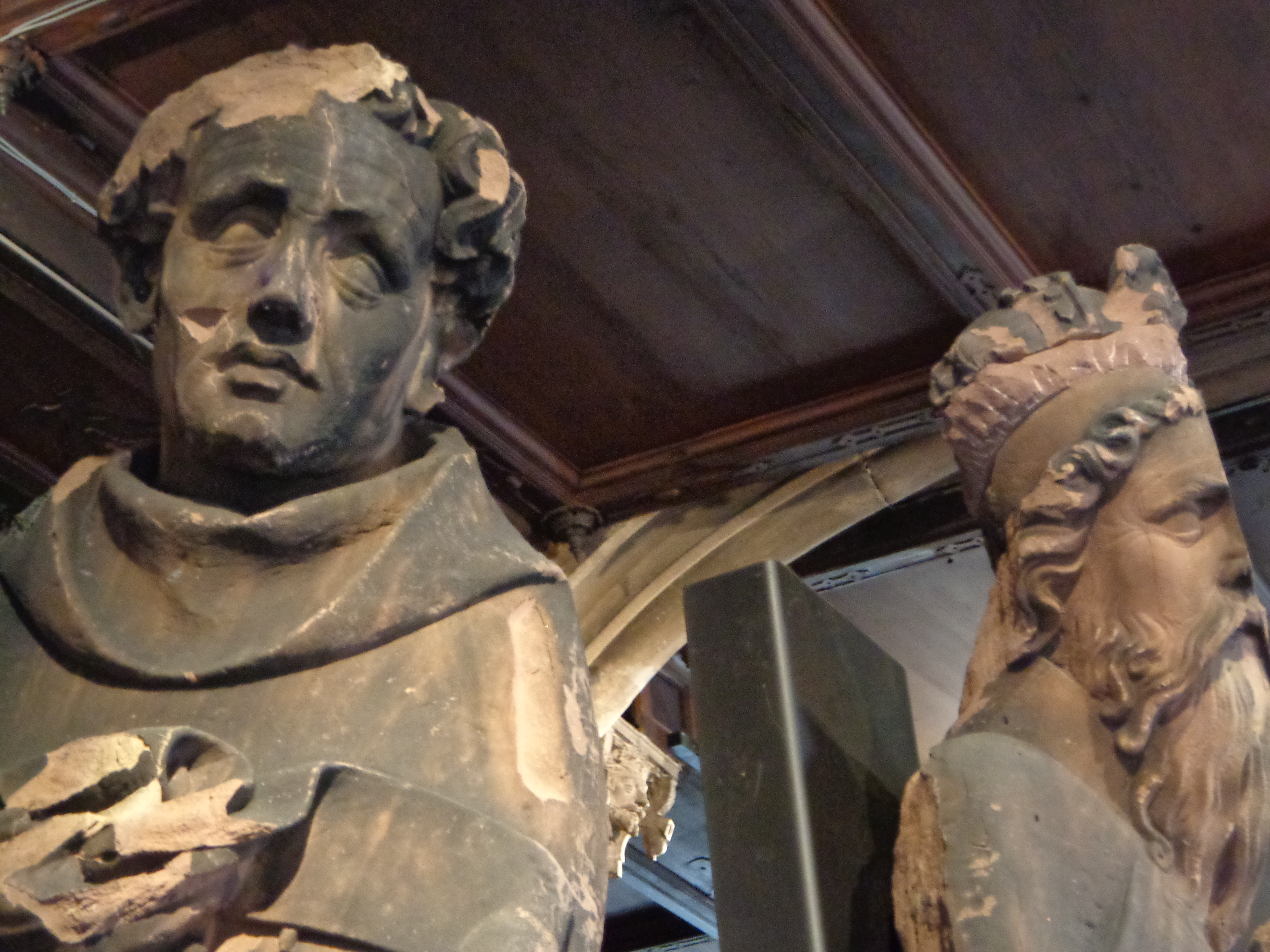
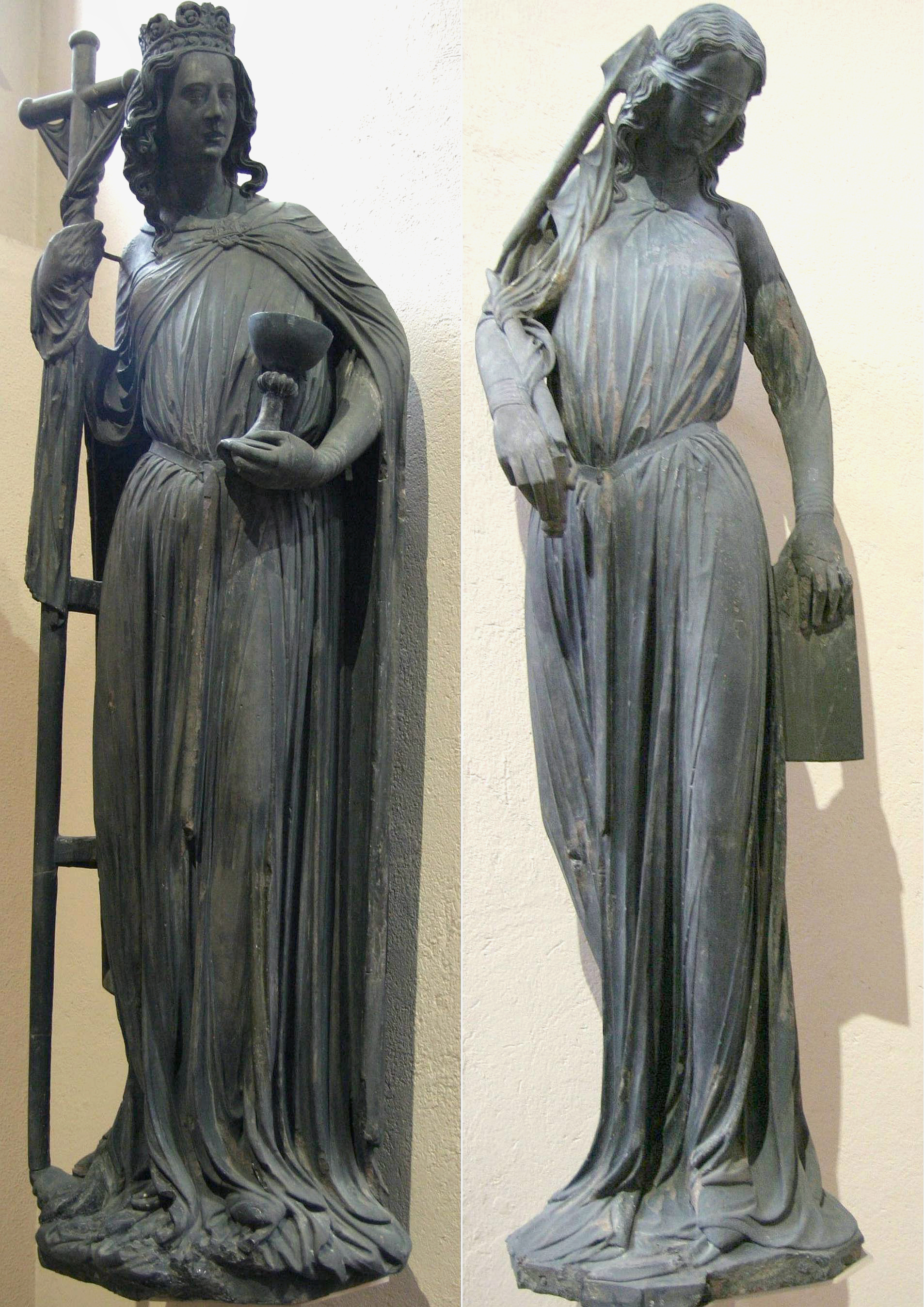
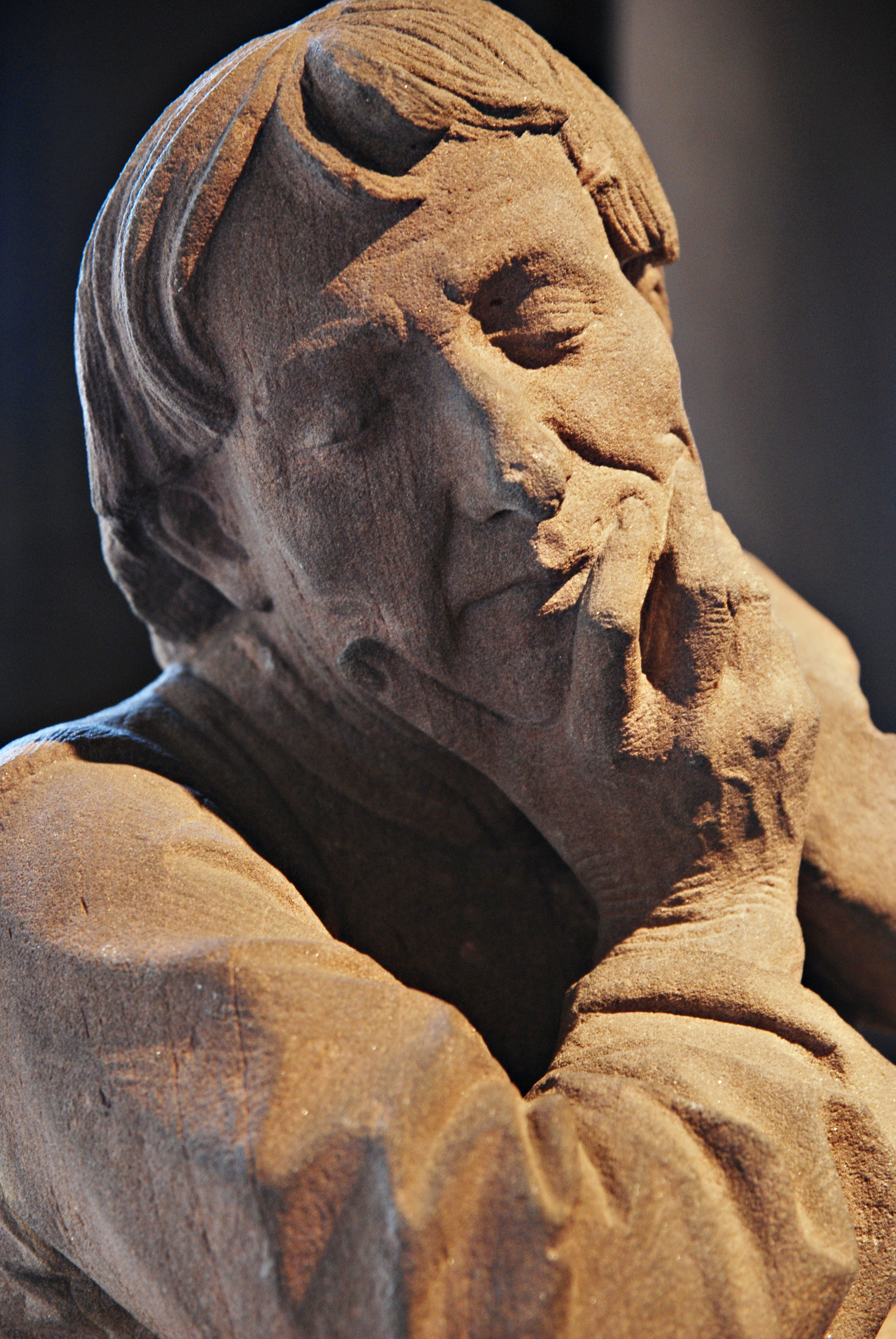
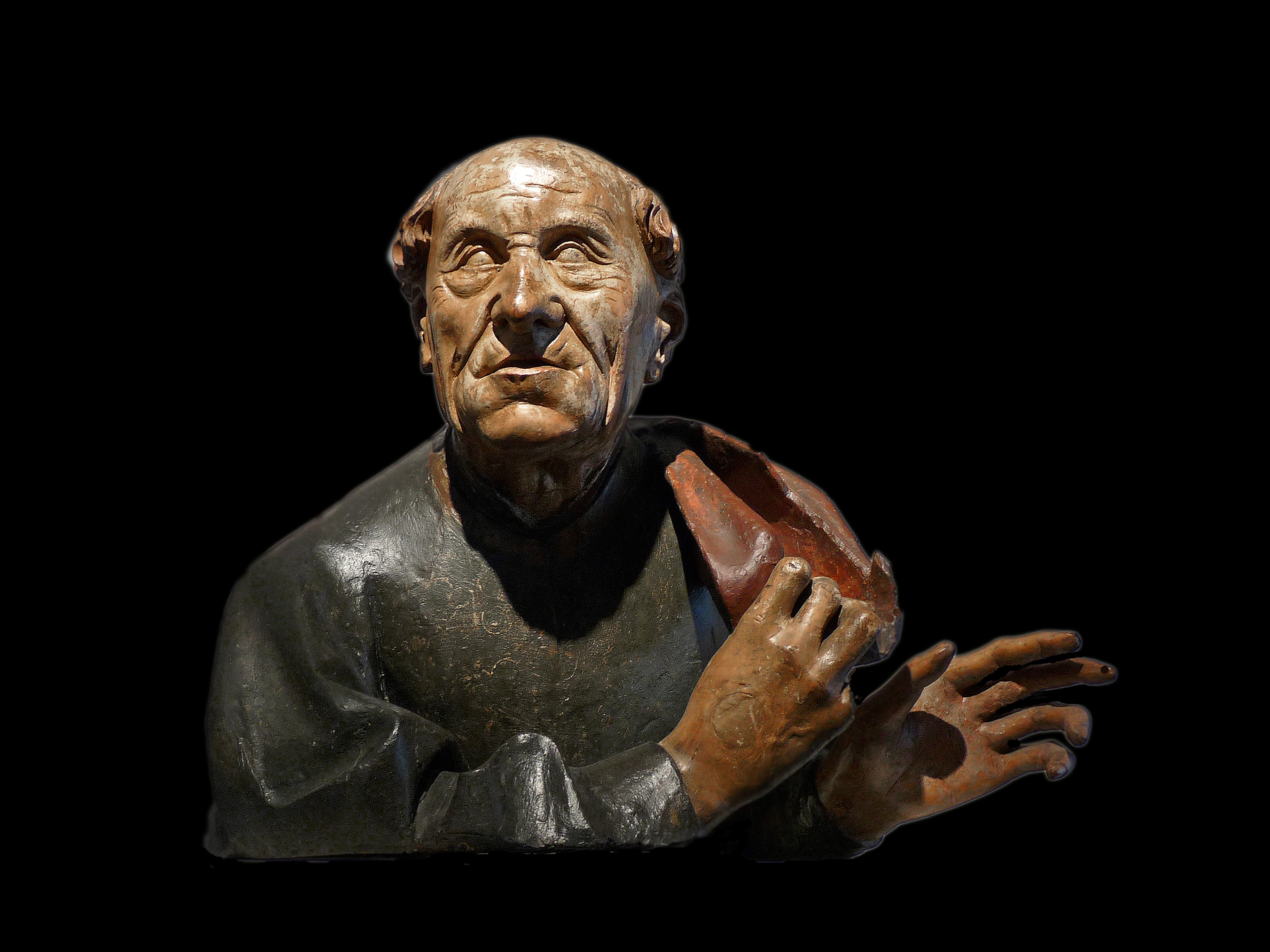
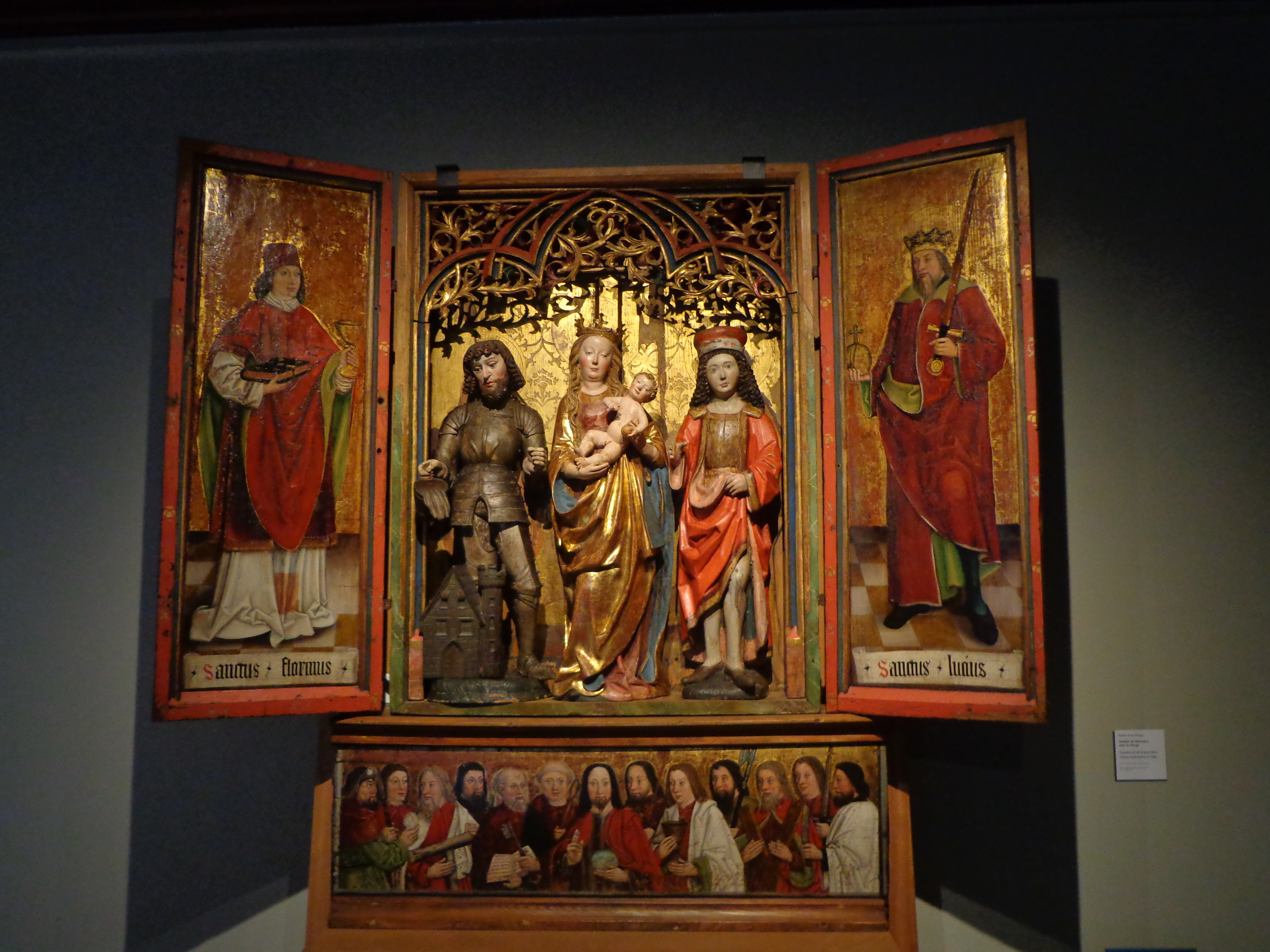
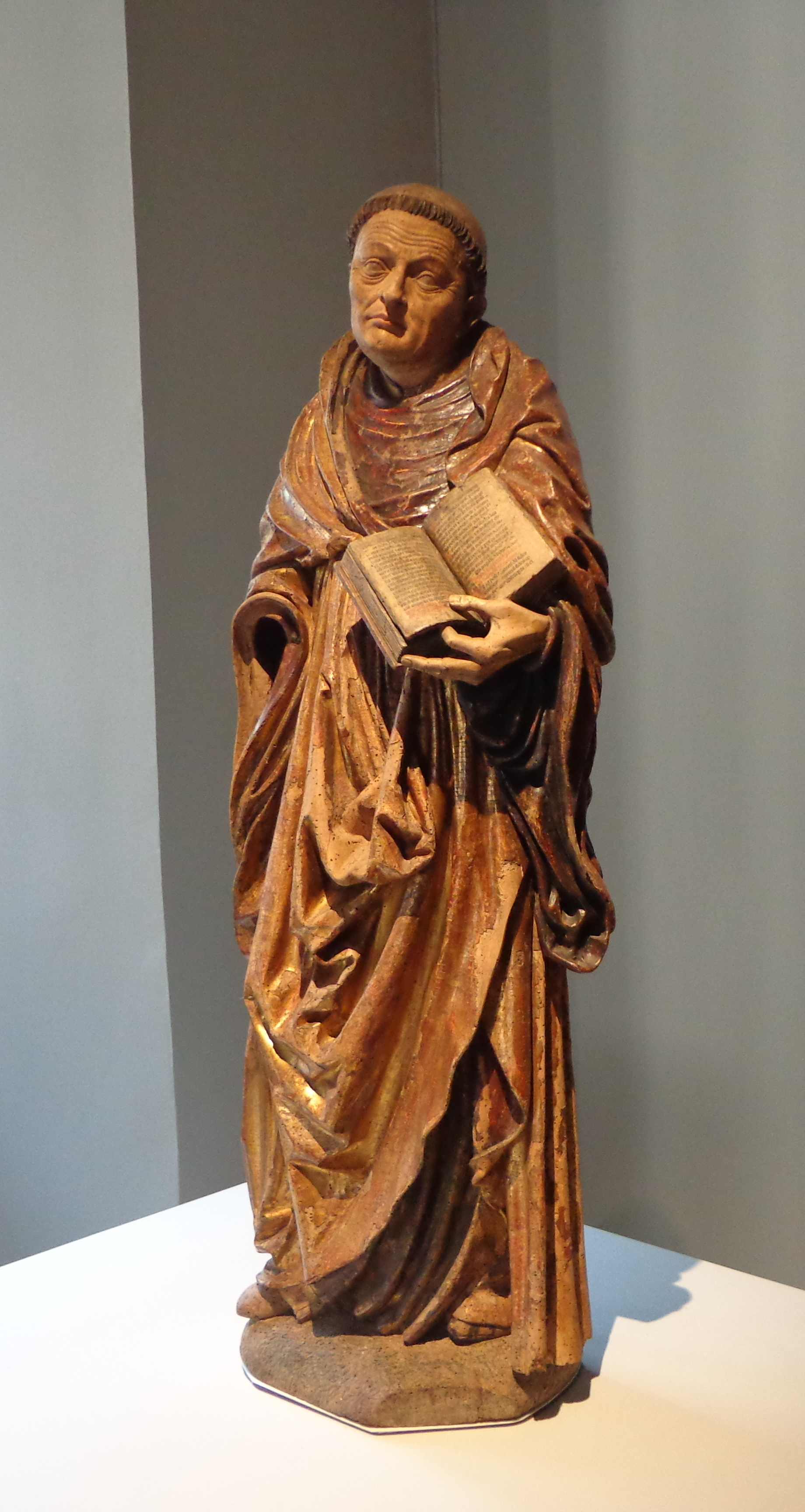
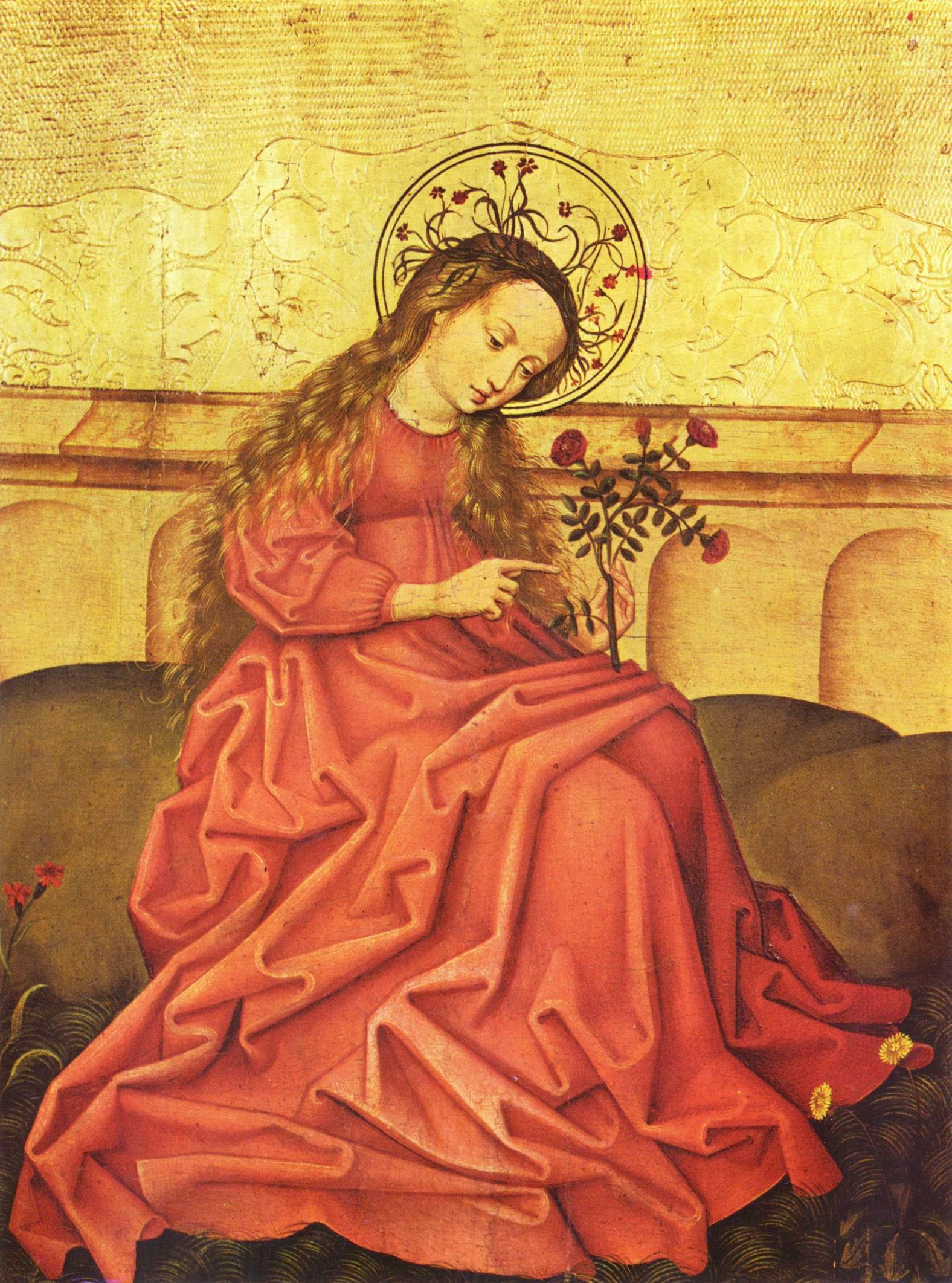
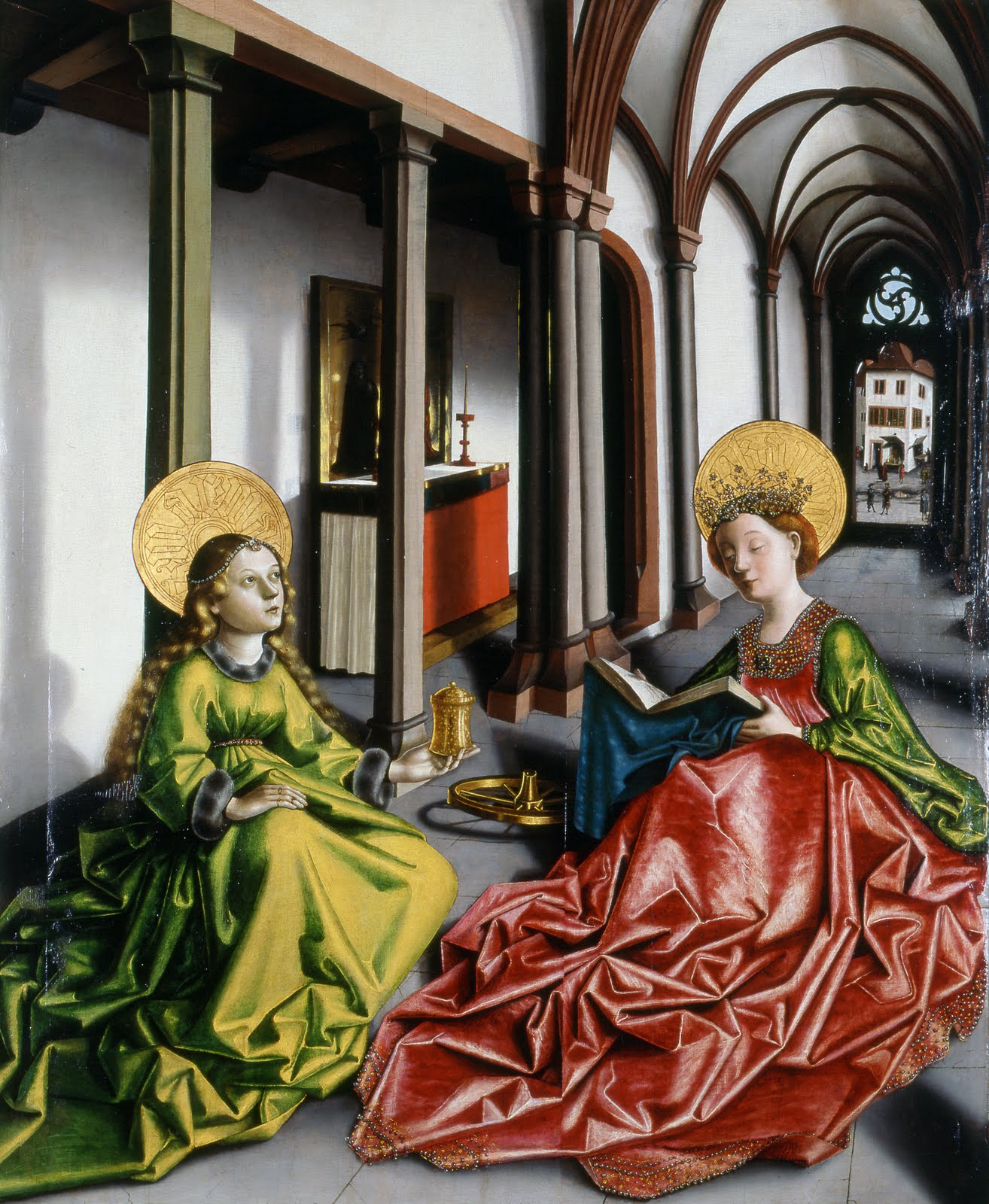
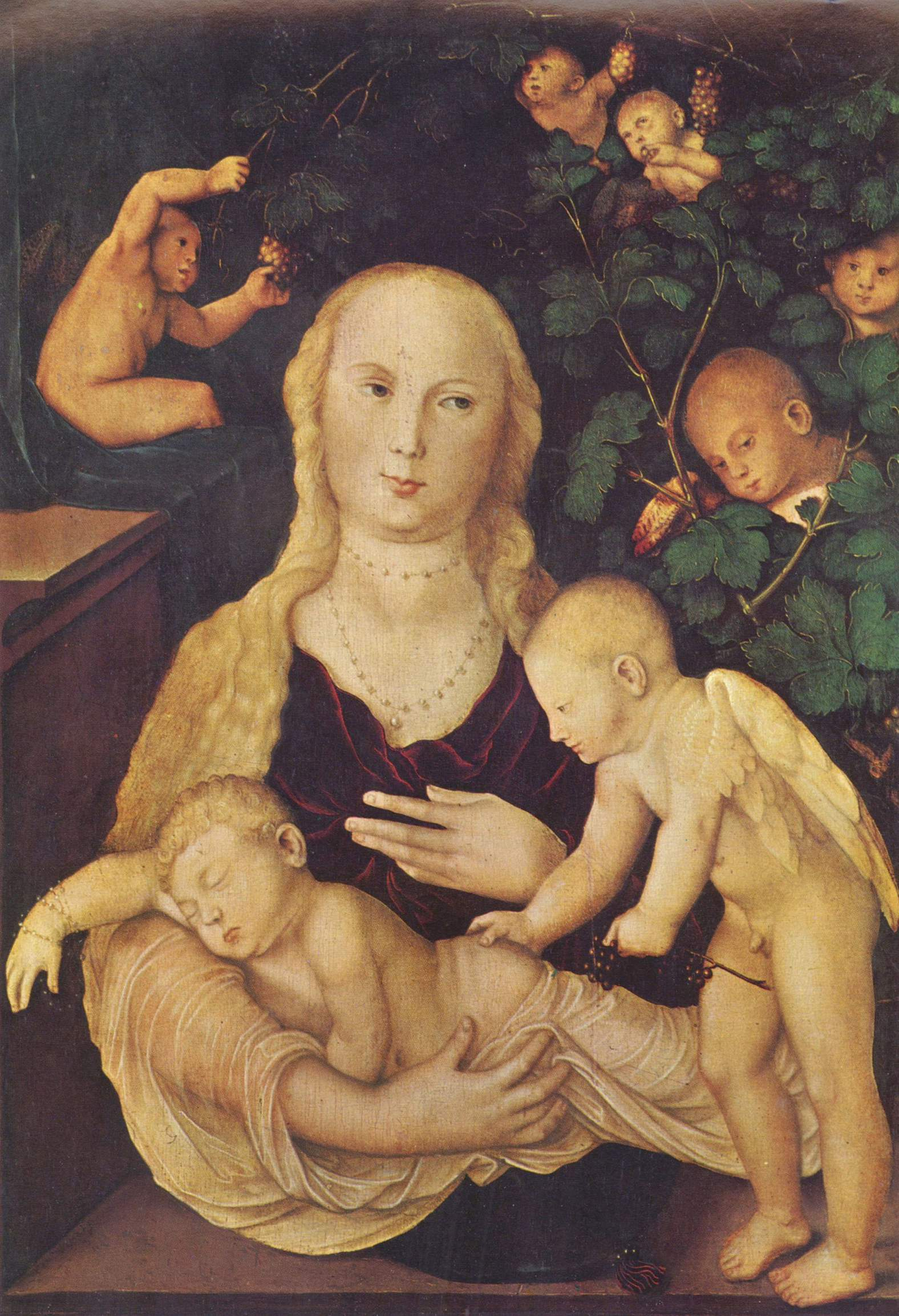
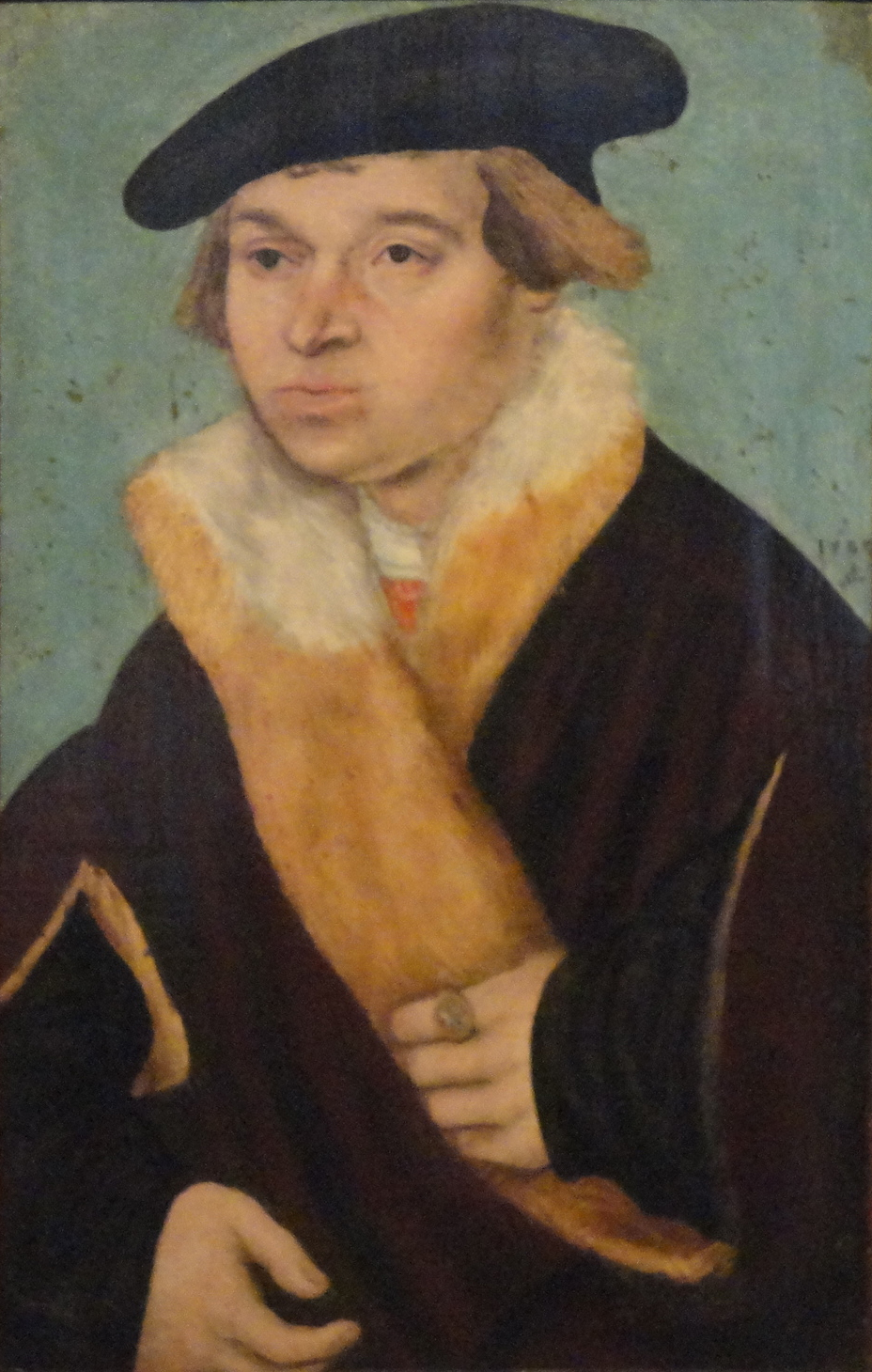
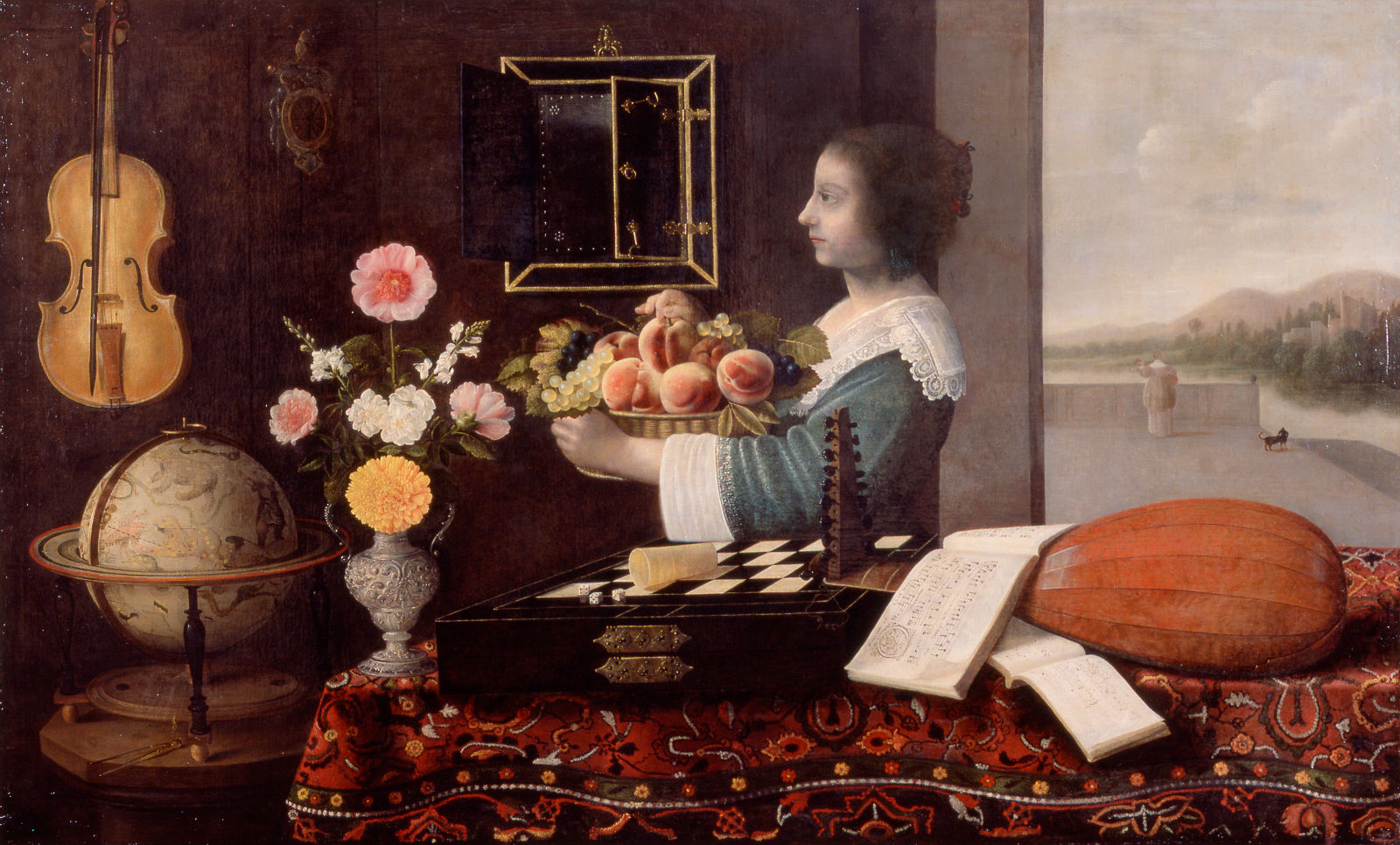
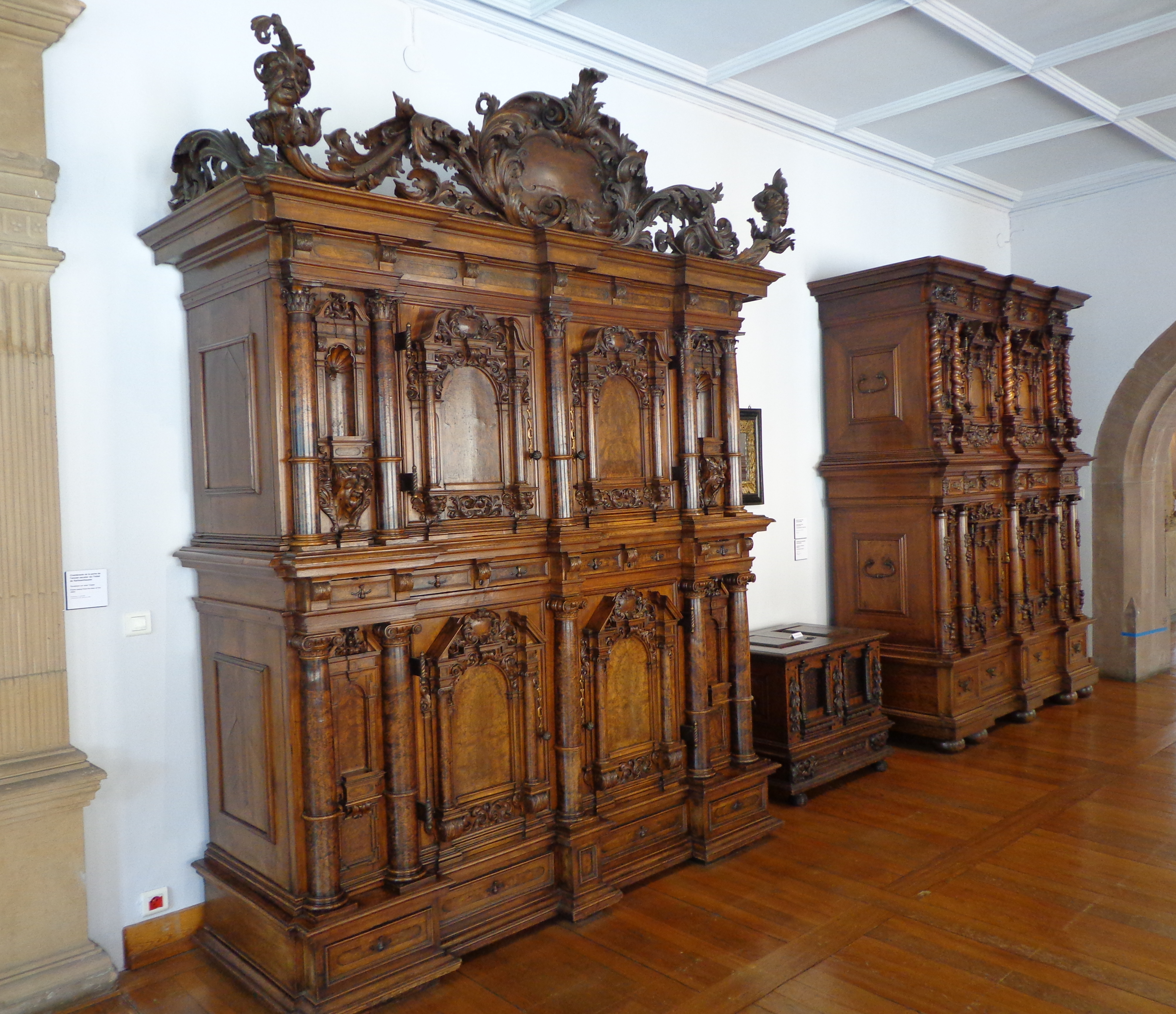